# ريس ستانلي
ريس ستانلي (بالإنجليزية: Rhys Stanley)‏ هو لاعب كرة قدم أسترالية أسترالي، ولد في 1 ديسمبر 1990 في Berri, South Australia ‏ في أستراليا.

## وصلات خارجية
- ريس ستانلي على موقع AustralianFootball.com (الإنجليزية)
- ريس ستانلي على موقع AFLtables.com (الإنجليزية)